# 比戈尔诺
比戈尔诺（法語：Bigorno，法語發音：[biɡɔʁno]）是法国上科西嘉省的一个市镇，属于科尔泰区。

## 地理
比戈尔诺（42°31'46"N, 9°18'3"E）面积8.94 平方千米，位于法国上科西嘉省，该省份位于科西嘉北部，后者为地中海西部的一座岛屿，也是法国的一个单一领土集体，位于法国大陆部分的东南面，意大利半島的西面，最临近的地块是撒丁岛。
与比戈尔诺接壤的市镇（或旧市镇、城区）包括：皮耶沃、比辛基。

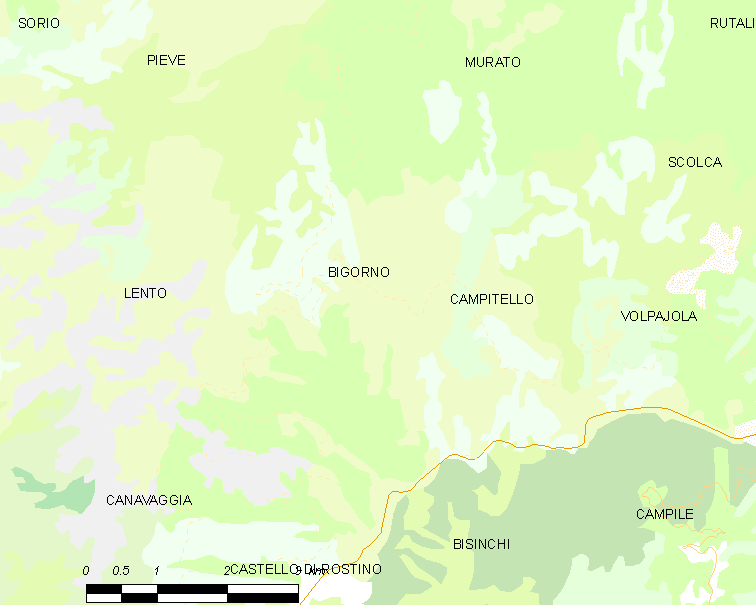
比戈尔诺的OSM定位图

比戈尔诺的时区为UTC+01:00、UTC+02:00（夏令时）。

## 行政
比戈尔诺的邮政编码为20252，INSEE市镇编码为2B036。

## 政治
比戈尔诺所属的省级选区为戈洛-莫罗萨利亚县。

## 人口

1962-2008年间比戈尔诺人口变化图示

比戈尔诺于2022年1月1日时的人口数量为94人。